# Papel absorbente

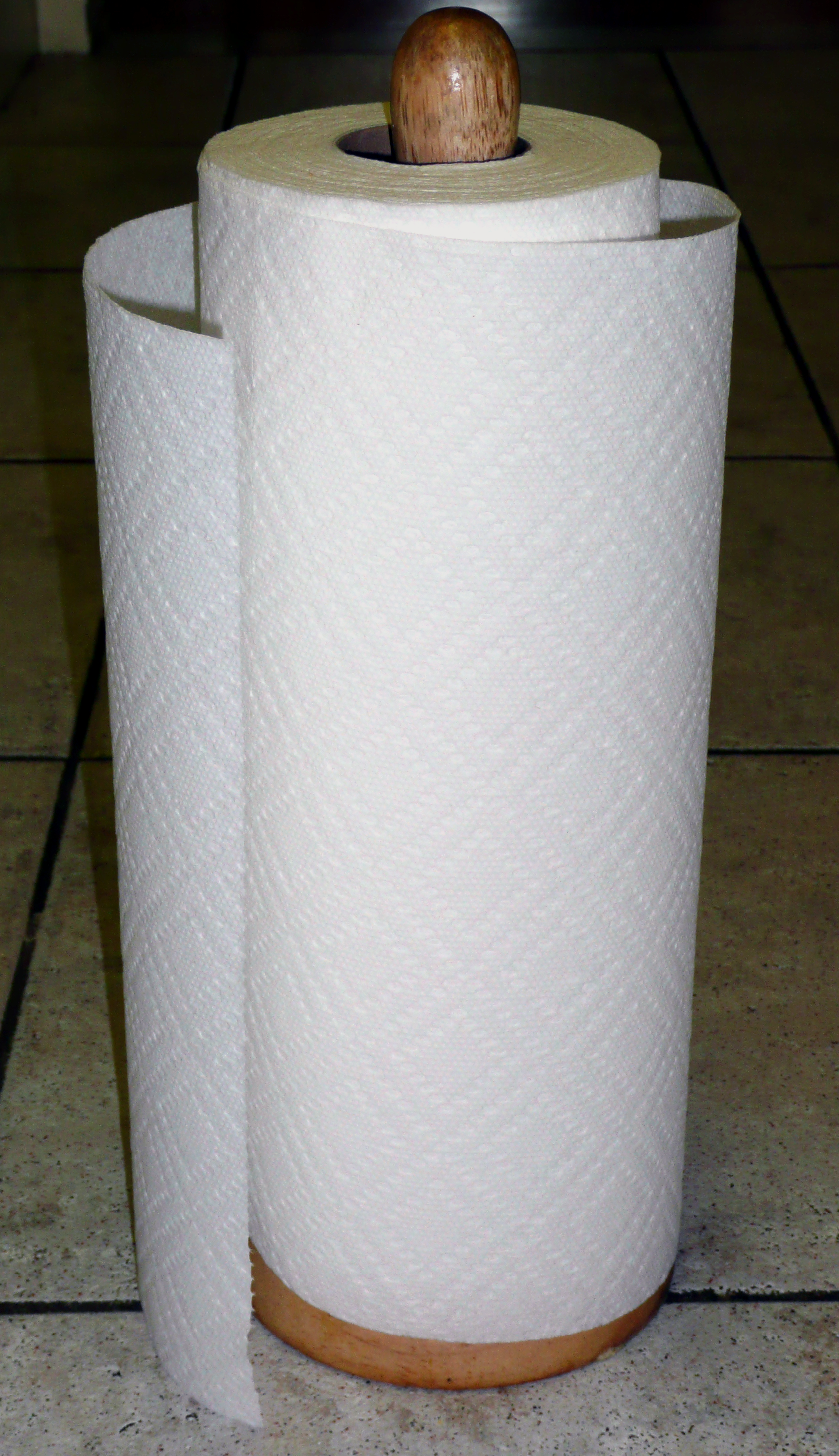
Papel absorbente

El papel absorbente, también conocido como papel toalla, es un tipo de papel que se utiliza en labores de secado y limpieza, fundamentalmente, en la cocina.
A diferencia de las toallas de tela, los trozos de papel absorbente son desechables y se utilizan solamente una vez. El papel absorbente suele ser distribuido en rollos con perforaciones para utilizarlo en forma de pliegos. El papel absorbente tiene casi las mismas funciones que las toallas convencionales, tales como secar las manos, limpiar ventanas, quitar el polvo y absorber los líquidos derramados. Se emplean habitualmente en trabajos de cocina. Dado que los pliegos de papel absorbente son desechables, se escogen a menudo para evitar la extensión de gérmenes. Las toallas de papel tienen un impacto mayor para el medio ambiente que las toallas convencionales de tela porque se fabrican para ser utilizadas una sola vez.
Dentro de la industria de los productos de madera, las toallas de papel constituyen la mayor cuota del mercado del tisú, en segundo lugar tras el papel higiénico. El consumo de papel absorbente y de otros productos de tisú es más alto en los Estados Unidos con un consumo un 50% superior al de Europa y casi un 500% más alto que en América Latina.
El papel absorbente se hace de celulosa que puede ser virgen o reciclada. Se blanquea a veces durante el proceso de producción para hacerlo más blanco. No es infrecuente que los rollos de papel absorbente incluyan imágenes coloreadas complejas en cada pliego tales como flores u osos de peluche. Durante el proceso de producción se añade resina para mejorar la fuerza cuando está mojado. Los diseños de formas tales como círculos o diamantes se imprimen a menudo en los rollos de papel para ayudar a mantener la humedad. Los fabricantes utilizan el diseño del material, espacios microscópicos dentro del diseño y un tipo de celulosa en las fibras para maximizar la absorción. La mayoría de los rollos se fabrican con dos capas de papel fino pero algunas variedades pueden tener más capas.
Los papeles absorbentes se clasifican por sus propiedades principales tales como fuerza, absorción, peso y grosor.